# Sonora 5 Estrellas

La Sonora 5 Estrellas es una banda chilena, catalogada junto con otras bandas, como una de las mejores de la nueva cumbia. Nace a fines del año 2009, en la población Santa Inés, comuna de Conchalí.

## Biografía
La banda fue formada a fines de 2009 en una plaza de la población Santa Inés –comuna de Conchalí- luego de que Víctor “Vitoko” Contreras (voz), y Francisco “Chopan” Pino (guitarra) comenzaran a tocar música en microbuses de la ciudad. Luego de crear algunas letras de canciones se motivan para armar una banda de cumbia, incorporando a Darío “Dari2” Pino (bajo), Felipe “TapOne” Miños (congas) y Emanuel Guzmán “Homertime” (batería).
Sus primeras presentaciones fueron realizas en actividades culturales y sociales, tocando temas como “Amor de feria”, “Moviendo el ala” y “Supermandoneao”, que fueron compilados en un EP durante septiembre de 2010. Dicho trabajo, ayudó en la promoción inicial de la banda y en su crecimiento, sumando posteriormente a los primeros bronces: Emilio Melo y Francisco Quilaqueo en las trompetas, y Emanuel Valencia en el trombón.
La profesionalización de La Sonora 5 Estrellas comenzó luego de un show con otros grupos de cumbia en el Galpón Víctor Jara, posicionándose en la escena de la “Nueva Cumbia Chilena” y generando redes con bandas y productores. Allí también lanzaron su primer videoclip, “Amor de feria” en junio de 2011, siendo promocionado en múltiples medios de comunicación como radios, revistas, y canales de televisión.
La banda aumentó su convocatoria luego de tocar en dos manifestaciones estudiantiles -una en Estación Mapocho y otra en Blanco Encalada-, popularizándose en la juventud cuando lanza su primer disco “Cumbia e´ Plaza” en octubre de 2011. Así se formaron las primeras “hinchadas”, grupos de personas apasionadas por la 5 Estrellas que asisten a sus shows con banderas y lienzos, entre ellos hoy destacan "Los que seguimos vacilando" y "Los sin sueño", quienes han celebrado junto a la banda en los cumpleaños de diciembre, aumentando el público asistente y el nivel de producción cada año.
Nuevos proyectos y cambios
En ese proceso la banda va mutando, cambiando o sumando músicos, técnicos, fotógrafos, merchandising, etc., como parte de sus diferentes proyectos. Así se produjeron videos como “Ay de mí” (2012), “Cafiolo” (lanzado en el Galpón en 2013), “Supermandoneao” (en Las Tejas cuando cerraron el Galpón en 2014) y “Nunca digas nunca” en 2015, año en que lanzan su segundo disco “Seguimos vacilando". Con el tiempo, fueron llegando a la banda Alejandro Mendoza en 2013 (trombón), René Méndez (güiro) Pablo Meza (percusión) y Diego Oyarzun (trompeta) en 2014, y Felipe Zamorano (guitarra y coro) en 2017.
Retribuyendo el apoyo entregado por amigos y vecinos en sus comienzos, participan en un aniversario de la población “La Pampilla” y en eventos en el Gimnasio Municipal de Conchalí (2014-2015). En este último lugar, realizaron eventos como el 4.º y 5.º aniversario, el lanzamiento de videos, el segundo disco y conciertos, donde participaron Viking 5, Sonora Malecón, Santa Feria, Villa Cariño, Tomo Como Rey, Chancho en Piedra, entre otras bandas. El 2015 también lanzan un video documental EPK con registros del proceso de producción y grabación del segundo disco.
Un momento difícil fue para el sexto cumpleaños la Intendencia de Santiago cancela  dos veces un concierto en el Estadio de La Florida, donde el público mantuvo su entrada hasta el evento de marzo de 2016 en Kamasu, demostrando el compromiso del público, equipo técnico, bandas y trabajadores con la banda. Debido a lo anterior, la Sonora 5 Estrellas mantuvo una deuda pendiente con su público que fue saldada en su 7.º cumpleaños, donde la banda realiza su primer video DVD con un concierto “360” en el Teatro Caupolicán en diciembre.
En la actualidad la banda se encuentra en el proceso creativo de su tercer disco, tras publicar en junio un EP de cinco temas, entre ellos “Simplemente amigos” y “Mote con alegría” lanzada en julio y agosto de 2017, y “Sácale chispa a las catimbas” en marzo y “Esa noche” en mayo de 2018, los que cuenta con la incorporación de nuevos sonidos y melodías, sumado a otros videoclip, con lo que se ha convertido en uno de los grupos musicales más importantes y connotados del país. 
Además de realizar colaboraciones con otras bandas importantes de la Escena como El Bloque 8, con el tema "Pa ti, Pa mi", La Combo Tortuga "Volar y Volar" y junto a la Banda Conmoción con videoclip incluido del tema "Tus Excusas", estrenado el 15 de Noviembre en las plataformas digitales.  
El día 24 de Octubre en la Ruta 5 Sur acceso a Departamental en Santiago gran parte de la banda sufre un accidente automovilístico que milagrosamente solo tuvo consecuencias materiales y lesiones leves en los integrantes que se movilizaban hacia la comuna de Cerrillos a un Show junto a los vecinos de esa comuna.
De manera transversal, la Sonora 5 Estrellas se encuentra desarrollando un plan de promoción orientado a la  internacionalización de la banda, buscando producir impacto en los medios de comunicación de la industria musical chilena que atraigan la atención de productores y agencias de músicos en Latinoamérica.

## Miembros

### Formación
- Víctor Contreras "Vitoko" - Vocalista
- Francisco Pino - Guitarra
- Darío Pino - Bajo
- Felipe Zamorano - Coro, Guitarra
- Diego Oyarzun- Trompeta
- Waldo Bruna - Percusión
- René Méndez - Batería
- Giuliano "BiZagra" Bruna - Teclados y Acordeón
- Fernando Ramos Ingeniero de monitoreo
- José Sepúlveda Ingeniero de sala F.O.H.
- Carlos Barrena Drum Tech

## Discografía

### Álbumes
- 2011: Cumbia´e Plaza
- 2015: Seguimos Vacilando
- 2019: Corazón cumbiero

### EP
- 2009: Cumbia´e Plaza
- 2018: Con el Sabor de mi Barrio

### Videos
- 2011: Amor de Feria
- 2012: Ay de mí
- 2013: Supermandoneado
- 2015: Nunca digas nunca
- 2015: EPK 2do Disco
- 2017: DVD 7 Años - Teatro Caupolican 360 (DVD en vivo)
- 2018: Suelta los cocodrilo
- 2018: Esa noche
- 2018: Simplemente amigos (Cover de Ana Gabriel)